# 미샬 야네이

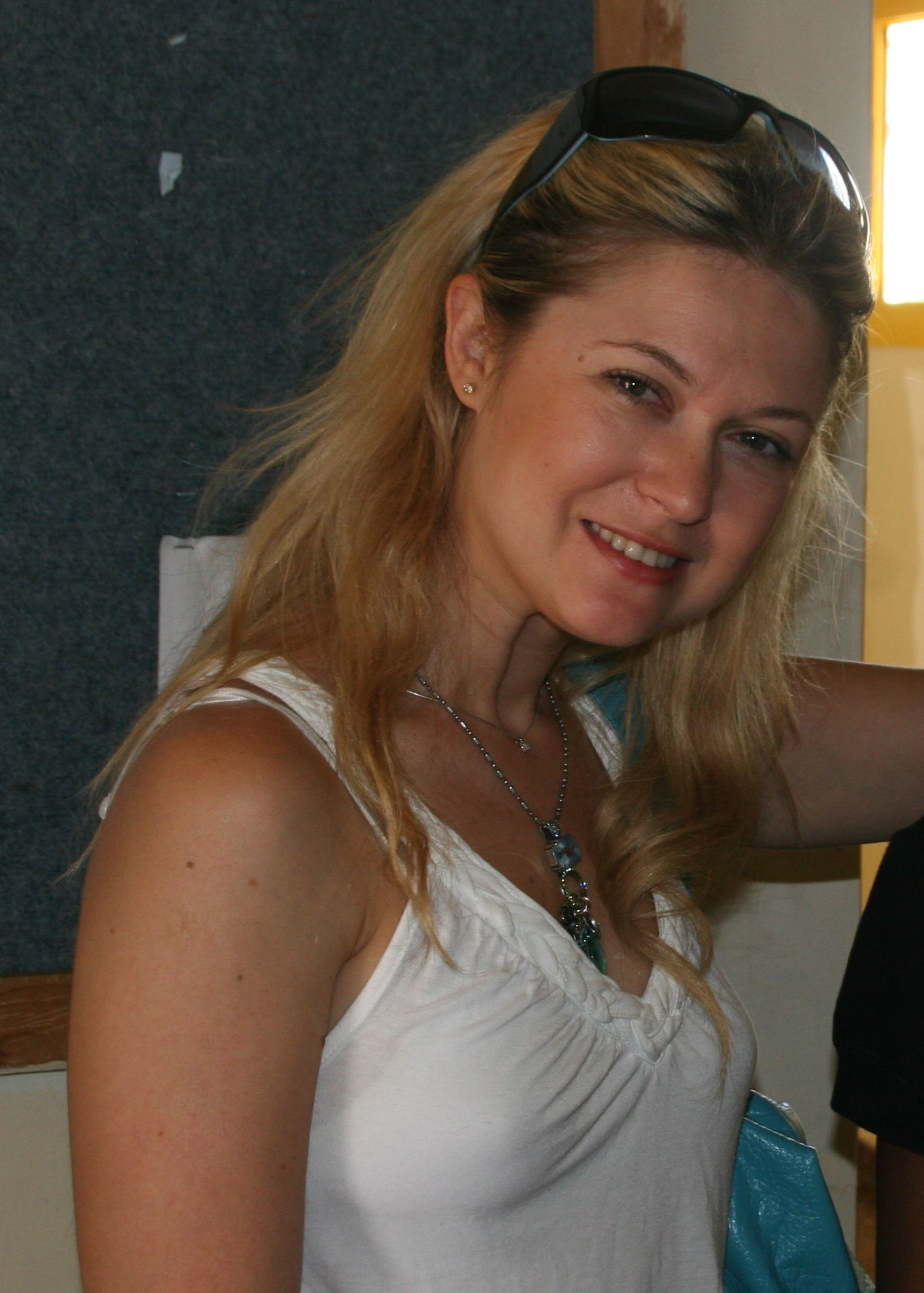

미샬 야네이(Michal Yannai, 1972년 6월 18일 ~ )는 이스라엘의 배우, TV 사회자, 가수, 연극 배우이다.
라마트간에서 태어났다.

## 영화
- 메가 스네이크 (2007년)
- 파인딩 린 틴 틴 (2007년)
- 언틸 데스 (2007년)
- 스노우 보드맨 (2007년)
- 88분 (2007년)
- 딥 블루 씨: 크라켄 (2006년)
- 프리즌 히트 (1993년) - 마시 역